# Risk (album)
A Risk a Megadeth nevű amerikai heavy metal együttes nyolcadik stúdióalbuma, amely 1999 augusztusában jelent meg a Capitol Records kiadásában. Az album a zenekar legvitatottabb alkotása, melyen korábbi stílusuktól nagyban eltávolodtak. 

## Az album dalai
1. "Insomnia" 4:16
2. "Prince of Darkness" 6:26
3. "Enter the Arena" 0:43
4. "Crush 'Em" 4:54
5. "Breadline" 4:32
6. "The Doctor Is Calling" 5:44
7. "I'll Be There" 5:13
8. "Wanderlust" 5:48
9. "Ecstasy" 4:31
10. "Seven" 4:46
11. "Time: The Beginning" 3:10
12. "Time: The End" 2:31

## Közreműködők
- Dave Mustaine - gitár, ének
- Marty Friedman - Vezető gitáros
- Dave Ellefson - basszusgitár, vokál
- Jimmy DeGrasso - dob

## Fordítás
Ez a szócikk részben vagy egészben  a   Risk (Megadeth album) című angol Wikipédia-szócikk fordításán alapul.  Az eredeti cikk szerkesztőit annak laptörténete sorolja fel. Ez a jelzés csupán a megfogalmazás eredetét és a szerzői jogokat jelzi, nem szolgál a cikkben szereplő információk forrásmegjelöléseként.